# Tratado sobre a Moeda
Um Tratado sobre a Moeda (em inglês:  A Treatise on Money) é uma obra sobre economia do economista inglês John Maynard Keynes. Neste Tratado, Keynes estabeleceu uma distinção entre poupança e investimento, argumentando que quando a poupança excede o investimento ocorrerá recessão. Assim, Keynes justificou que durante uma depressão a melhor política seria promover despesa e desencorajar a poupança.

## Resumo da obra
No Tratado, Keynes estabeleceu uma distinção entre poupança e investimento, argumentando que, quando a poupança excedia o investimento, ocorreria uma recessão. Assim, Keynes argumentou que, durante uma depressão, o melhor tipo de medidas seria promover a despesa e desencorajar a poupança. Keynes clarificou de forma notável a sua Teoria da Moeda numa polémica acerada com outros economistas famosos da época, como Friedrich Hayek e Dennis Robertson. Quem queira conhecer a Teoria da Moeda de Keynes tem um bom ponto de partida lendo a réplica de Keynes a D. H. Robertson. Keynes referiu-se a esta réplica nos seguintes termos: "na minha réplica ao Sr. D. Robertson, publicada no Economic Journal de setembro de 1931, procurei reformular de forma mais clara qual é minha própria teoria."
No Tratado, Keynes não concorda que as expansões e depressões económicas acontecem apenas por causa de variáveis aleatórias extrínsecas, como "manchas solares". Pelo contrário, ele acredita que os acontecimentos económicos emergem quando existem discrepâncias entre as poupanças e os investimentos. De acordo com Keynes, uma verdadeira medida da prosperidade de um país não é através de um valor físico, como ouro ou prata, mas através do rendimento nacional. Para ele, a característica mais importante do rendimento nacional é o consumo.
No Tratado, Keynes explicou como podem acontecer as recessões, mas não as depressões profundas. A teoria do baloiço (Seesaw mechanism) da economia clássica estabelecia que um excesso de poupança produzirá uma taxa de juro mais baixa que causaria o aumento do consumo. Keynes teve que descobrir qual o factor que fazia a economia recuar. Ele conseguiu abordar isso mais tarde em A Teoria Geral do Emprego, do Juro e da Moeda. 
Na sua Teoria Geral, Keynes argumentou contra a teoria do baloiço e disse que a economia era mais como um elevador que pode parar em qualquer piso. Isso ocorre porque, uma vez a economia atingindo o fundo, os indivíduos não têm excesso de rendimento para poupar. Sem poupança não há investimento, pelo que a economia não pode salvar-se por si própria. Sem poupança, não há pressão para baixar as taxas de juro, não havendo incentivo para as empresas investirem. Na sua teoria sobre a moeda, ele afirma que o investimento é uma "roda motriz independente para a economia", e que quando não ocorre novo investimento,  a economia começará a vacilar.

## Introdução da terminologia da liquidez
John Hicks afirmou que o Um Tratado sobre a Moeda foi a primeira publicação de economia a utilizar o termo liquidez, porque não tinha sido capaz de encontrar esse termo em obras anteriores.

## Debate com Hayek
Keynes e Hayek debateram a teoria da moeda do primeiro. Mas Keynes sentiu que estavam a divergir na terminologia e publicou uma resposta às críticas do austríaco, escrevendo: "O Dr. Hayek não entendeu correctamente o carácter das minhas conclusões. Ele pensa que a minha proposição central é algo diferente da que é na realidade"; "É essencial para esta teoria negar essas proposições que o Dr. Hayek me atribui".
Na perspectiva de Keynes, o cerne do desacordo entre eles, dizia respeito a questões laterais e diferenças semânticas na definição, levando-o a concluir que Hayek estava à procura de erros pequenos ou sem importância: "Enquanto um problema desta grande magnitude não for esclarecido entre nós, qual a vantagem de discutir uma terminologia "irritante", que não incomodaria o Dr. Hayek se ele não estivesse, por essas outras excelentes razões, à procura de problemas? O Dr. Hayek esqueceu, ou pelo menos não discute, o ponto crítico no qual os nossos argumentos divergem. Tendo passado ao lado disto, mas descobrindo que foi levado por caminhos estranhos e desagradáveis, ele tenta impedir de ser arrastado para quaisquer outros, apresentando as lombas do caminho como montanhas.":148